# Gmina Łazy
Die Gmina Łazy [ˈwazɨ] ist eine Stadt-und-Land-Gemeinde im Powiat Zawierciański der Woiwodschaft Schlesien in Polen. Ihr Sitz ist die gleichnamige Stadt (deutsch Lazy) mit etwa 6800 Einwohnern.

## Geographie

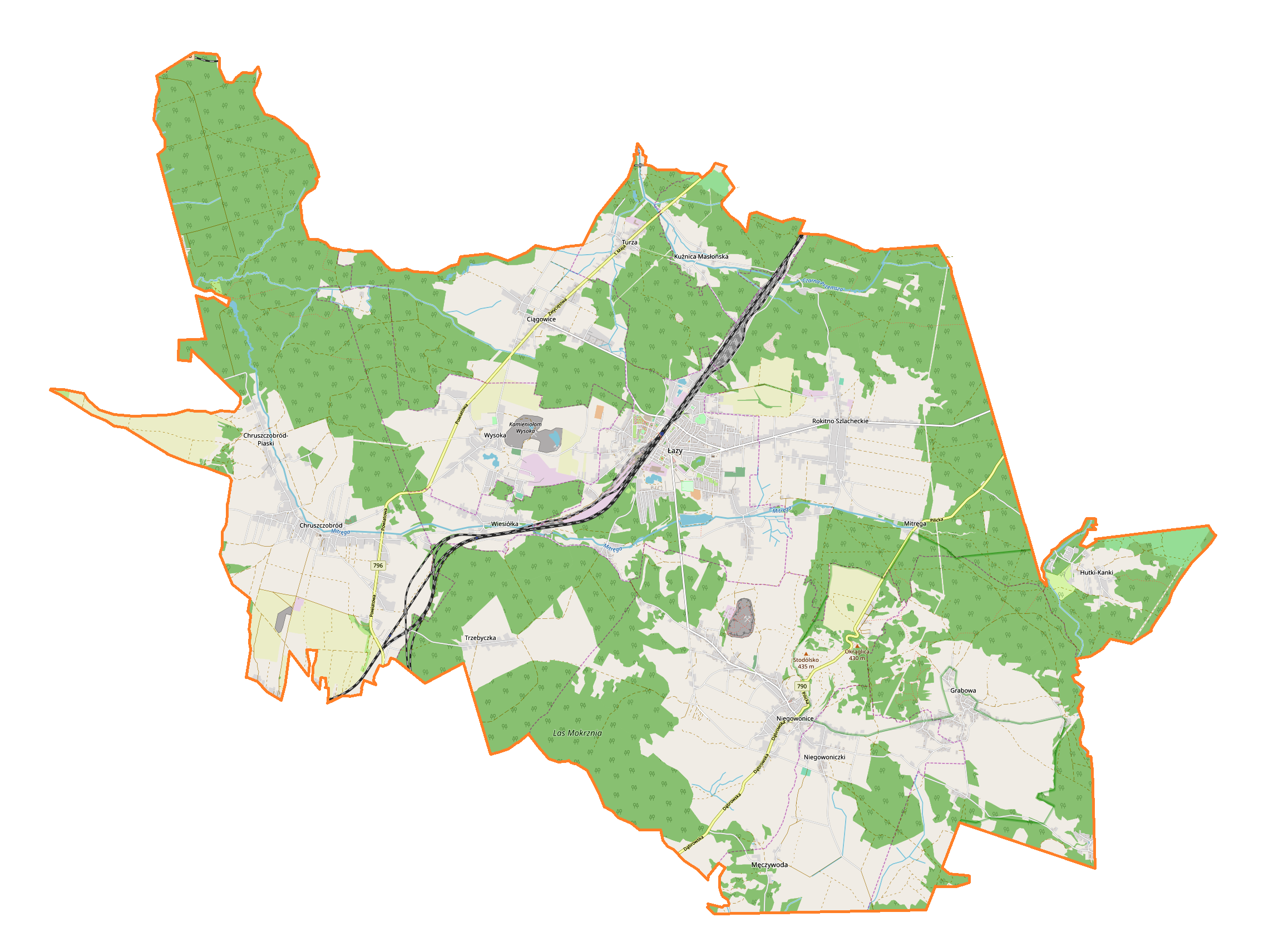
Karte der Gemeinde

Die Gemeinde liegt im Nordosten der Woiwodschaft und grenzt im Südosten an die Woiwodschaft Kleinpolen und im Nordosten an die Kreisstadt Zawiercie. Die weiteren Nachbargemeinden sind Ogrodzieniec im Osten, Klucze in der Woiwodschaft Kleinpolen im Südosten, Dąbrowa Górnicza im Süden, Siewierz im Nordwesten und Poręba im Norden. Katowice liegt zwanzig Kilometer südwestlich.

## Geschichte
Der Hauptort erhielt 1967 die Stadtrechte. Die Landgemeinde entstand 1948 und wurde 1973 aus verschiedenen Gromadas wieder gebildet. Bis 1947 bestand die Landgemeinde Gmina Rokitno-Szlacheckie. Von 1975 bis 1998 gehörte das Gebiet zur Woiwodschaft Katowice. Stadt- und Landgemeinde wurden 1990/1991 zur Stadt-und-Land-Gemeinde vereinigt. Im Januar 1999 kam diese zum Powiat Zawierciański und zur Woiwodschaft Schlesien.

## Partnergemeinden
- Böklund, Schleswig-Holstein, Deutschland
- Markvartovice, Tschechien, seit 1999
- Raismes, Frankreich
- Santovka, Slowakei, seit 1999
- Tarcal, Ungarn, seit 1996

## Gliederung
Die Stadt-und-Land-Gemeinde (gmina miejsko-wiejska) Łazy besteht aus der Stadt selbst und 14 Dörfern mit einem Schulzenamt (solectwo):
- Chruszczobród
- Chruszczobród-Piaski
- Ciągowice
- Grabowa
- Hutki-Kanki
- Kuźnica Masłońska
- Niegowonice
- Niegowoniczki
- Rokitno Szlacheckie
- Skałbania
- Trzebyczka
- Turza
- Wiesiółka
- Wysoka

## Verkehr
Der Bahnhof Łazy und die Haltepunkte Chruszczobród und Wiesiółka liegen an der Bahnstrecke Warszawa–Katowice. In Łazy zweigt die Bahnstrecke Łazy–Dąbrowa Górnicza Towarowa ab, die nur im Güterverkehr betrieben wird.
Der nächste internationale Flughafen ist Katowice.